# Crônica Demótica
A Brasil: Crônica Demótica / Portugal: Crónica Demótica é um texto profético egípcio antigo. O trabalho destina-se a fornecer uma crônica da XXVIII, XXIX e XXX dinastia egípcia — assim, o intervalo de independência entre as duas dominações persas. Em vez de fornecer acontecimentos históricos ocorridos durante os reinados dos faraós do período acima mencionado, a Crônica Demótica julga esses governantes com base em seu comportamento, explicando o comprimento e a prosperidade de seus reinados como uma expressão da vontade divina. A Crônica também enfatiza o desgoverno dos "Medos" (isto é, os Aquemênidas) e dos Ptolomeus, e profetiza a vinda de um herói nativo que ascenderá ao trono e restaurará uma era de ordem e justiça sobre o Egito.
O manuscrito consiste em um papiro escrito em demótico; por isso seu nome. Foi encontrado durante a campanha napoleônica no Egito e hoje encontra-se armazenado na Biblioteca Nacional da França (Pap. 215). O trabalho afirma que data da época do faraó Teos da XXX dinastia, embora na verdade é um trabalho posterior datável do século III a.C., provavelmente composto sob o reinado de Ptolemeu III Evérgeta.
Apesar de seu texto esotérico e enigmático, a análise da Crônica Demótica permitiu, entre outras coisas, integrar a ordem de sucessão dos faraós tratados com as informações fornecidas pelos epítomes de Manetão.